# 지요미촌
지요미촌(千代水村)은 일본 돗토리현 게타카군에 설치되었던 촌이다. [[1896년 3월 31일까지는 다카쿠사군 소속이었다. 현재의 돗토리시의 일부에 해당한다.